# Vid Vintergatans slut
Vid Vintergatans slut är en svensk TV-serie från 2010 skapad av Petter Bragée. Serien är en uppföljare till Vintergatan 5a, Vintergatan 5b och Tillbaka till Vintergatan. Serien hade premiär på SVT B och SVT 1 den 30 januari 2010 och sändes till 27 februari samma år. Den består av 10 delar, 30 minuter per avsnitt.

## Handling
"Vid Vintergatans slut" utspelar sig ungefär 20 år efter Vintergatan 5b. Mira har blivit mamma till den 13-åriga tjejen Billie och lever ett vanligt liv på Jorden. Peos och Ullas tid som galaxens "gaior" på asteroidmacken närmar sig sitt slut, men lugnet i Vintergatan är över. Någonting ondskefullt är i görningen - ett stort hot mot alla självständiga varelser. Ulla försvinner åter spårlöst, och den oroade Peo skickar lastskeppspiloten Pax, en charmig egoist från Ypsagon, för att hämta Mira på Jorden. Men Pax råkar hämta hennes dotter Billie istället. Ungefär samtidigt som Pax kommer till macken har Peo blivit utsatt för ett mordförsök av fifunkaptenen Kapten Storm (som arbetar för det ondskefulla Triumviratet). Han spränger macken med en neutrontorped, men Peo lyckas rädda sig i en nödkapsel innan det är för sent. Triumviratet leds av Greven, Professorn och Lennartsson.

## Rollista
- Fanny Ketter − Billie
- Philomène Grandin − Mira
- Anders Linder − Peo / Kapten Zoom
- Sanna Persson Halapi − Pax
- Jonas Sykfont − Femman / Benke Bengtsson
- Christina Antonsson − Ulla
- Anders Jansson − Greven
- Eva Westerling − Professorn
- André Wickström − Lennartsson
- Per-Axel Gjöres − Fifunkapten
- Alexander Karim − Crona
- Johan Wester − Billies lärare
- Martin Persson − Paul
- Anette Persson − Jeanette
- Ming Lorentsson − Moa
- Johanna Wändel − Therese
- Olivia Maunsbach − Linn
- Moa Knaevelsrud − Ming
- Nora Jaffer − Olivia
- Annika Larsson − Nya chefen
- Klass 6a på Hjärupslundsskolan − Billies klass
- Märtha Ketter − Billie 7 år / Lill-ürgüp
- Clara Ketter − Mellan-ürgüp
- Skolbarn från byn Ürgüp i Kappadokien − Ürgüper
- Alf Jonsson − Stor-ürgüpen
- Elever från Mediegymnasierna i Falun och Borlänge − Fifuner
- Anna Roll − Liselott Blom[2]

## Produktion
Manuset tog 3 månader att skriva.
Serien produceras av SVT, Film i Skåne och Anagram Produktion AB. Inspelningarna inleddes i mars 2009 och spelades huvudsakligen in i Bullerforsens kraftverk i Borlänge där scenerna som utspelar sig på Svarta asteroiden spelades in, men även i Ystad studios, Malmö hamn samt Kappadokien och Antalya i Turkiet och tog 11 veckor att spela in.

### Musik
Musiken i serien omfattar 700 sidor noter och är skriven av Anders Wall och Peter Nordahl och framförs av Malmö Symfoniorkester. Vinjetten Jovenes en el espacio skrevs av Svante Lodén och Eric Hjärpe, sjöngs av Wilson D Michaels och framfördes av Groupo Cultural och Lunds akademiska kapell.

## Mottagande
Serien nominerades 2010 till Kristallen i kategorin Årets barn- och ungdomsprogram men vann inte.

## Utgivning
Serien släpptes på DVD den 23 juni 2010. DVD:n innehåller extramaterial med bland annat bakom scenerna-klipp, bortklippta scener och kommentatorsspår.

## Fortsättning
Till julafton 2009 publicerade SVT ett webbläsarspel vid namn Vilse i Vintergatan som utspelar sig före seriens handling. Spelet utspelar sig ett år före handlingen i Vid Vintergatans slut. Anders Linder och Sanna Persson repriserar sina roller som Peo och Pax. År 2020 tog SVT bort spelet från hemsidan i samband med att flera andra Flash-spel togs bort.
Spelet mottog tredje pris för bästa webbdesign av Resumé. Juryn uttalade sig som om spelet med "ett gulligt och tidsfördrivande spel och sajt som säkerligen sysselsätter barnen en lång stund".
Seriens skapare Petter Bragée har sagt att han är öppen för en fortsättning på serien och uppmanat fans att skriva egna fortsättningar på Facebook.